# Hillman 9 hp
La 9 hp è un'autovettura prodotta dalla Hillman dal 1913 al 1915.
Aveva installato un motore a quattro cilindri in linea da 1,4 L di cilindrata. La trazione era posteriore.